# Prisionera de amor
Prisionera de amor est une telenovela mexicaine diffusée en 1994 par Canal de las Estrellas.

## Synopsis
Cristina Carbajal est une jeune femme qui a été condamnée à tort pour la mort de son mari. Après avoir purgé une peine de dix ans de prison, elle sort de prison pour bonne conduite. Ses filles Karina et Rosita, qui n'avaient que cinq ans et un an quand Cristina avait  été incarcérée, sont maintenant âgées de 15 et 11 ans. Elles ont été élevées par les oncles de leur père, Braulio et Eloisa monastères. Monastères détestent Cristina car ils croient qu'elle est responsable de la mort de leur neveu. Cette famille leur a dit qu'elles étaient orphelines.
À sa sortie de prison, Cristina retourne dans le quartier où elle a vécu et commence à travailler comme femme de ménage sous le nom de "Florence" dans la maison de son avocat, Jose Armando Vidal, et son épouse Gisela, une femme douce et noble de sentiments mai atteinte d'une maladie en phase terminale. Gisela accueille "Florence" et commence à l'éduquer pour qu'elle puisse s'intégrer à la haute société et trouver un bon mari.
Plusieurs mois plus tard, Gisela meurt. José Armando tome amoureux de Cristina. Cristina est aussi profondément amoureuse de José Armando, mais elle est surtout préoccupée à récupérer ses filles. Cependant, les moments sont difficiles parce que ses filles apprennent que leur mère est vivante mais continuent à croire que Cristina a tué leur père.
"Florence" se présente comme une travailleuse sociale et tente de se rapprocher de sa fille aînée, Karina qui est devenue une jeune fille désobéissante et rebelle. Pendant ce temps, un photographe note l'extraordinaire beauté de Cristina et publie quelques photos d'elle, sous sa véritable identité. En la voyant dans le journal, ses filles cherchent à la contacter et l'acceptent à nouveau comme mère immédiatement. Tandis que Karina est heureuse de vivre avec elle, Rosita est bouleversée par l'humble condition de sa mère et refuse de quitter le mode de vie confortable qu'elle a avec ses oncles. Cependant, se sentant marginalisée par ses oncles au vu de la nouvelle relation avec sa mère, elle accepte de vivre avec Cristina.
Les problèmes entre les Monastères et Cristina semblent finalement résolus: Cristina épouse José Armando. Peu de temps après, plusieurs problèmes se posent dans les mariages de mère et sa fille Karina quitte son mari et retourne vivre avec sa mère dans la maison de José Armando et Jose Armando commence à prêter attention à un amant, Isaura Durán, qui vient José Armando obséder au point de danger. Telle est son obsession elle devient illisible, causant un accident de la circulation dans lequel elle meurt. Après la mort de Isaura, le couple réconcilié.
Pendant ce temps, Cristina découvre qu'elle est enceinte et donne naissance à un garçon, Armandito. Le couple est plus d'eux-mêmes à leur bonheur, mais Armandito meurt dans un accident de la circulation. Traumatisée, Cristina reproche à son mari la mort de son fils. Cristina perd la tête et est admise dans un hôpital psychiatrique. La répartition mentale de sa mère Karina reconsidérer et rend la recherche de son mari à l'appui et les deux se réconcilient.
Les mois passent mais Cristina n'a aucune amélioration. José Armando entame une relation amoureuse avec Consuelo, l'infirmière qui s'occupe de Cristina à l'hôpital. Les médecins déclarent Cristina «folle». José Armando fait annuler pour ce motif son mariage. Après quoi, il se marie avec Consuelo. Pendant ce temps, le Docteur Miranda tombe amoureux de Cristina et décide de faire un effort particulier pour l'aider à retrouver la santé. Les efforts du médecin parviennent à aider Cristina à surmonter le traumatisme de la mort de son fils. Cristina rentre chez elle pensant être encore mariée à José Armando. Pendant ce temps, José Armando vit un conflit intérieur : d'un côté, il est attiré par Consuelo, mais d'un autre côté il sent encore la puissance de l'amour qu'il a eu pour Cristina.
Après l'amélioration de l'état mental de Cristina, Consuelo constate les émotions qui submergent José Armando. Elle le quitte, le laissant libre de retourner à Cristina. Pendant ce temps, Cristina découvre que José Armando l'avait fait déclarer «folle» pour se marier avec quelqu'un d'autre, ce qui la met en rage. Finalement, après avoir découvert cette trahison, Cristina jure ne plus rien avoir à faire avec José Armando. Effectivement, se libérant de tout lien avec Jose Armando, elle laisse la porte ouverte à une nouvelle relation entre elle et le Dr Miranda.

## Distribution
- Maribel Guardia : Cristina Carbajal / Florencia Rondán
- Saúl Lisazo : José Armando Vidal
- Gabriela Goldsmith : Isaura Durán (Villaine)
- Eduardo Santamarina : Rodrigo Miranda
- Leticia Calderón : Consuelo
- Rafael Baledón : Braulio Monasterios (#1)
- Eduardo Noriega : Braulio Monastaerios (#2)
- Julieta Egurrola : Flavia Monasterios
- Alberto Inzúa : Gastón Monasterios (Villain)
- Irán Eory : Eloísa Monasterios
- Karla Álvarez : Karina Monasterios
- Gerardo Hemmer : Alex Monasterios
- Alix : Sonia Monasterios
- Alisa Vélez : Rosita Monasterios
- Ariel López Padilla : Federico Monasterios
- Rosario Gálvez : Eugenia
- Carmen Amezcua : Gisela Vidal
- Rodolfo Arias : Efrén
- Álvaro Carcaño : Pascual
- Juan Felipe Preciado : Albino
- Lorena Meritano : Esther
- Fernando Ciangherotti : Augusto Bianchi
- Sebastian Ligarde : Gerardo Ávila
- Juan Carlos Muñoz : Ángel
- Roberto Gutiérrez : Oswaldo Serrano
- Silvia Derbez : Chayo
- Alpha Acosta : Mariana
- Fabiola Campomanes : Lucila
- Leonardo García : Oscar
- Mané Macedo : Delia Escobedo
- Patricia Martínez : Eufemia
- Irma Torres : Librada
- Georgina Pedret : Luz
- Mónica Dionne : Teté
- Sergio Jiménez (es) : Dr. Santos
- Javier Gómez : Humberto
- Alma Rosa Añorve
- Beatriz Ambriz
- José Salomé Brito
- Dionisio
- Bárbara Eibenshutz
- Maximiliano Hernández
- Claudia Icháurregui
- Tara Parra
- Thelma Dorantes
- José Amador
- Kala Ruiz
- Carlos Águila
- Aracely Arámbula

## Diffusion internationale
| Pays                   | Chaîne                    | Titre               | Première diffusion |
| ---------------------- | ------------------------- | ------------------- | ------------------ |
| Mexique                | Canal de las Estrellas    | Prisionera de amor  | 28 mars 1994       |
| Mexique                | TLNovelas Amérique Latine | Prisionera de amor  | 28 juillet 2008    |
| Venezuela              | Venevisión                | Prisionera de amor  |                    |
| Brésil                 | Rede CNT                  | Prisioneira de amor |                    |
| Brésil                 | TLN Brésil                | Prisioneira de amor | 2009               |
| Argentine              | TLNovelas Amérique Latine | Prisionera de amor  | 28 juillet 2008    |
| Chili                  | TLNovelas Amérique Latine | Prisionera de amor  | 28 juillet 2008    |
| Colombie               | TLNovelas Amérique Latine | Prisionera de amor  | 28 juillet 2008    |
| Costa Rica             | TLNovelas Amérique Latine | Prisionera de amor  | 28 juillet 2008    |
| Équateur               | TLNovelas Amérique Latine | Prisionera de amor  | 28 juillet 2008    |
| Guatemala              | TLNovelas Amérique Latine | Prisionera de amor  | 28 juillet 2008    |
| Panama                 | TLNovelas Amérique Latine | Prisionera de amor  | 28 juillet 2008    |
| Paraguay               | TLNovelas Amérique Latine | Prisionera de amor  | 28 juillet 2008    |
| République dominicaine | TLNovelas Amérique Latine | Prisionera de amor  | 28 juillet 2008    |
| Uruguay                | TLNovelas Amérique Latine | Prisionera de amor  | 28 juillet 2008    |
| Venezuela              | TLNovelas Amérique Latine | Prisionera de amor  | 28 juillet 2008    |

## Versions
- Prisionera de amor est une télénovela basé sur la radionovela "Ileana" de Inés Rodena.

- Ileana (1977), produit par RCTV; avec Helianta Cruz et Jean Carlo Simancas.
- Amalia Batista (1983), reálisé par Gilberto Marcín, produit par Valentín Pimstein pour Televisa; avec Susana Dosamantes et Rogelio Guerra.

### Sources
- (es) Cet article est partiellement ou en totalité issu de l’article de Wikipédia en espagnol intitulé « Prisionera de amor » (voir la liste des auteurs).